# バス・ストップ (ホリーズの曲)
「バス・ストップ」（Bus Stop）は、ホリーズが1966年に発表したシングル。全米・全英共に5位を記録し、日本でもヒットしたホリーズの代表曲である。作詞・作曲はのちの10ccのグレアム・グールドマン。

## 解説
メイン・ボーカルはアラン・クラーク、高音パートはグラハム・ナッシュ。
職場から帰宅するバスの中で曲のアイデアが湧き、出だしの歌詞のみ父で作家のハイム・グールドマンが提供、その歌詞のイメージに従って寝室で続きを制作、サビの部分を翌日のバスの中で制作して完成した。
2023年8月から10月まで放送されたテレビ朝日系列連続テレビドラマ（製作は朝日放送テレビ）『何曜日に生まれたの』の主題歌に起用された。

## カバー
- ハーマンズ・ハーミッツ 1966年『Both Sides of Herman's Hermits』収録
- ピーター&ゴードン
- グレアム・グールドマン 1968年・2006年 セルフカバー『The Graham Gouldman Thing』『Greatest Hits & More（10cc）』収録
- キャンディーズ 1974年 日本語詞 片桐和子『危い土曜日〜キャンディーズの世界〜』収録
- 朝倉紀幸&GANG 1982年 日本語詞 佐藤ありす アルバム『ライオンは起きている』収録
- 本城未沙子『夏は誰も愛さない』1983年 日本語詞 亜蘭知子 アルバム『ザ・クルーザー』収録
- 荻野目洋子 1988年 日本語詞 売野雅勇『ストレンジャーtonight』のB面
- エンジェルス 1988年 『恋はブラック』のB面 ※奥貫薫らが在籍したグループ
- 野田幹子 1988年 日本語詞 鈴木慶一『太陽の東、月の西』収録
- clifters 『Angelica』1989年 フィンランド語カバー『Sexi on in』収録
- Mi-Ke 1993年『永遠のリバプールサウンド Please Please Me LOVE』収録
- ピカソ 2001年 英語カバー『Presents For Lovers』収録
- クラウドベリー・ジャム 2009年『A Good Day Is Coming』収録
- ドッケン 2010年 シングル